# Großsteingrab Dyrehavegaard
Das Großsteingrab Dyrehavegaard ist eine megalithische Grabanlage der jungsteinzeitlichen Nordgruppe der Trichterbecherkultur im Kirchspiel Taarbæk in der dänischen Kommune Lyngby-Taarbæk.

## Lage
Das Grab liegt am Nordrand von Fortunen, nördlich der Trongårdsskolen. In der näheren Umgebung gibt bzw. gab es zahlreiche weitere megalithische Grabanlagen.

## Forschungsgeschichte
1877 oder 1878 fand eine private Ausgrabung statt. In den Jahren 1899 und 1938 führten Mitarbeiter des Dänischen Nationalmuseums Dokumentationen der Fundstelle durch.

## Beschreibung

### Architektur
Die Anlage besitzt eine längliche Hügelschüttung, über deren Maße und Orientierung keine Angaben vorliegen. Eine steinerne Umfassung ist nicht erkennbar.
Der Hügel enthält eine Grabkammer, die als Urdolmen anzusprechen ist. Sie ist ost-westlich orientiert und hat einen rechteckigen Grundriss. Sie hat eine äußere Länge von 1,4 m und eine äußere Breite von 1,2 m; die innere Breite beträgt zwischen 0,55 m und 0,6 m, die Höhe bei 1 m. Die Kammer besteht aus je einem nach innen geneigten Wandstein an den Langseiten und je einem schmaleren, senkrecht stehenden Abschlussstein an den Schmalseiten. Außer im Südosten wurden in den Ecken zwischen den Wandsteinen Reste von Trockenmauerwerk festgestellt. Der Deckstein fehlt.

### Funde
Bei der Grabung wurden Bruchstücke von unverbrannten menschliche Knochen sowie Scherben einer Ösenflasche und eines weiteren Keramikgefäßes gefunden.